# Allagash (Maine)
Allagash ist eine Town im Aroostook County des Bundesstaates Maine in den Vereinigten Staaten. Sie ist gemessen an der Landfläche die größte Town in Maine, aber mit nur 237 Einwohnern Stand 2020 in 109 Haushalten eine der bevölkerungsärmsten. Allagash liegt in der North–Maine–Woods–Region.

## Geografie
Nach Angaben des United States Census Bureau hat die Town eine Fläche von 340,1 km²; 332,8 km² davon entfallen auf Land und 7,3 km² auf Gewässer.

### Geografische Lage
Allagash liegt im Norden des Aroostook County an der Mündung des Allagash River in den Saint John River. Der Saint John River durchfließt die Town in östlicher Richtung, der Allagash River mündet aus Süden kommend in den Saint John River. Im Norden von Allagash liegt der Little Falls Pond. Die Oberfläche der Town ist hügelig, die höchste Erhebung ist der 455 m hohe Kelly Brook Mountain.

### Nachbargemeinden
Alle Entfernungen sind als Luftlinien zwischen den offiziellen Koordinaten der Orte aus der Volkszählung 2010 angegeben.
Allagash liegt als Town im fast unbesiedelten Unorganized Territory Northwest Aroostook.
Einzig im Osten, in 26,5 km Entfernung, grenzt die Town St. Francis an.

### Stadtgliederung
In Allagash gibt es drei Siedlungsbereiche: Allagash, Cross Rock und Dickey.

### Klima
|                       | Jan   | Feb   | Mär   | Apr  | Mai  | Jun  | Jul   | Aug  | Sep  | Okt  | Nov  | Dez   |   |       |
| Mittl. Tagesmax. (°C) | −6,9  | −4,2  | 1,6   | 8,9  | 17,2 | 22,3 | 24,9  | 24,0 | 18,9 | 11,3 | 3,7  | −3,2  | ⌀ | 9,9   |
| Mittl. Tagesmin. (°C) | −22,0 | −21,1 | −14,6 | −4,1 | 2,0  | 7,2  | 10,5  | 9,2  | 4,6  | −0,8 | −5,9 | −14,9 | ⌀ | −4,1  |
|                       |       |       |       |      |      |      |       |      |      |      |      |       |   |       |
| Niederschlag (mm)     | 61,0  | 45,7  | 53,3  | 66,0 | 71,1 | 94,0 | 104,1 | 96,5 | 86,4 | 91,4 | 88,9 | 73,7  | Σ | 932,1 |
|                       |       |       |       |      |      |      |       |      |      |      |      |       |   |       |
| Regentage (d)         | 11,0  | 9,2   | 10,7  | 11,8 | 12,1 | 12,5 | 14,2  | 12,4 | 11,6 | 12,3 | 12,8 | 11,4  | Σ | 142   |

| −22,0 |

| −21,1 |

| −14,6 |

| −4,1 |

| 2,0 |

| 7,2 |

| 10,5 |

| 9,2 |

| 4,6 |

| −0,8 |

| −5,9 |

| −14,9 |

| −22,0 |

| −21,1 |

| −14,6 |

| −4,1 |

| 2,0 |

| 7,2 |

| 10,5 |

| 9,2 |

| 4,6 |

| −0,8 |

| −5,9 |

| −14,9 |

Die mittlere Durchschnittstemperatur in Allagash liegt zwischen −14,4 °C im Januar und 17,7 °C im Juli. Damit ist der Ort gegenüber dem langjährigen Mittel im Winter um etwa 7 Grad, im Sommer um etwa 1,5 Grad kühler als das Mittel des Bundesstaates Maine. Die tägliche Sonnenscheindauer liegt am unteren Rand des Wertespektrums der USA. In der Wintersaison zwischen Oktober und April fallen im Durchschnitt 243,8 cm Schnee, wobei die Spitzenwerte bei 57,4 cm im Dezember und 51,8 cm im Januar liegen.

## Geschichte
1838 ließen sich an der Flussmündung die ersten Siedler nieder. Dies waren Sara Ann, Anna und John Gardner und William Mullins gemeinsam mit ihren Brüdern John Webster und Joseph Bradford. Die Familien erreichten Allagash mit einem Kanu, den Restigouche River hinauf, dann den Wagan River entlang. Das erste Kind, welches hier geboren wurde, war Isaac Gardner, Sohn von Anna und John Gardner.
Am 28. September 1885 wurde das Gebiet, welches zuvor in mehrere Townships unterteilt war, als Plantation organisiert. Die vormaligen Townships trugen die Bezeichnung T16 R10, T16 R11, T17 R10 und T17 R11, alle WELS. Die Town Allagash organisierte sich am 31. Januar 1966.
Der wichtigste Wirtschaftszweig in Allagash ist die Holzwirtschaft. Die ersten Siedler kamen in diese Gegend, um hier Kiefern zu schlagen und deren Holz über die Flüsse nach Fredericton zu flößen. Nachdem die Bäume gefällt waren, siedelten sich anschließend in einigen Gegenden Farmer an. Diese bauten Heu und Getreide an. Käufer waren oft die Holzfäller.

### Einwohnerentwicklung
| Volkszählungsergebnisse – Town of Allagash, Maine | Volkszählungsergebnisse – Town of Allagash, Maine | Volkszählungsergebnisse – Town of Allagash, Maine | Volkszählungsergebnisse – Town of Allagash, Maine | Volkszählungsergebnisse – Town of Allagash, Maine | Volkszählungsergebnisse – Town of Allagash, Maine | Volkszählungsergebnisse – Town of Allagash, Maine | Volkszählungsergebnisse – Town of Allagash, Maine | Volkszählungsergebnisse – Town of Allagash, Maine | Volkszählungsergebnisse – Town of Allagash, Maine | Volkszählungsergebnisse – Town of Allagash, Maine |
| Jahr                                              | 1800                                              | 1810                                              | 1820                                              | 1830                                              | 1840                                              | 1850                                              | 1860                                              | 1870                                              | 1880                                              | 1890                                              |
| ------------------------------------------------- | ------------------------------------------------- | ------------------------------------------------- | ------------------------------------------------- | ------------------------------------------------- | ------------------------------------------------- | ------------------------------------------------- | ------------------------------------------------- | ------------------------------------------------- | ------------------------------------------------- | ------------------------------------------------- |
| Einwohner                                         |                                                   |                                                   |                                                   |                                                   |                                                   |                                                   |                                                   |                                                   |                                                   | 200                                               |
| Jahr                                              | 1900                                              | 1910                                              | 1920                                              | 1930                                              | 1940                                              | 1950                                              | 1960                                              | 1970                                              | 1980                                              | 1990                                              |
| Einwohner                                         | 190                                               | 245                                               | 359                                               | 438                                               | 644                                               | 680                                               | 557                                               | 456                                               | 448                                               | 359                                               |
| Jahr                                              | 2000                                              | 2010                                              | 2020                                              | 2030                                              | 2040                                              | 2050                                              | 2060                                              | 2070                                              | 2080                                              | 2090                                              |
| Einwohner                                         | 277                                               | 239                                               | 237                                               |                                                   |                                                   |                                                   |                                                   |                                                   |                                                   |                                                   |

## Wirtschaft und Infrastruktur

### Verkehr
Allagash ist Endpunkt der Maine State Route 161, die von hier nach Saint Francis, Fort Kent, Caribou und Fort Fairfield führt. In den 1910er Jahren war eine Verlängerung der Bahnstrecke Van Buren–Saint Francis geplant, die jedoch nie gebaut wurde, sodass die Stadt ohne Eisenbahnanschluss blieb. Der nächstgelegene Flughafen mit Linienflugangebot befindet sich in Presque Isle.

### Öffentliche Einrichtungen
In Allagash befindet sich die Faye O`Leary Hafford Library.
Allagash verfügt über kein eigenes Krankenhaus. Das nächstgelegene ist das Northern Maine Medical Center in Fort Kent.

### Bildung
Allagash gehört mit Eagle Lake, Fort Kent, New Canada, Saint Francis, Saint John Plantation, Wallagrass und der Winterville Plantation zum Maine School Administrative District #27.
Im Schulbezirk werden den Schulkindern mehrere Schulen angeboten:
- Community High School in Fort Kent
- Eagle Lake Elementary School in Eagle Lake
- Fort Kent Elementary School in Fort Kent
- Saint Francis Elementary School in Saint Francis
- Wallagrass Elementary School in Wallagrass